# Mortal Love
Mortal Love was a gothic metal band uit Noorwegen. Ze ontstonden in 2000 en gingen in 2011 uit elkaar. Hun muziek bevatte een combinatie van cleane vrouwelijke leadzang van Cat (Catherine Nyland), mannelijke achtergrondzang van Lev (Hans Olav Kjeljebakken) en stevige (bas)gitaarpartijen en synthesizers. Ondanks het ontbreken van grunts ging de muziek door de veelal trage tempo's richting de doommetal.
De band heeft drie albums uitgebracht, die samen een trilogie vormen: All the Beauty (2002), I Have Lost (2005) en Forever Will Be Gone (2006). De drie titels vormen achter elkaar geplaatst een zin over het tekstuele thema van de trilogie: de pijnlijke en suïcidale gevoelens als gevolg van een mislukte liefdesrelatie. Om die reden werd hun muziek ook wel eens 'love metal' genoemd. Met name de laatste twee albums werden in de metalscene redelijk positief ontvangen.
Enkele jaren nadat de band gestopt was, begon gitarist Rain6 (Lars Bæk) het synthpop project CASCAM. In 2018 vormden zangeres Cat en drummer Damous (Pål Wasa Johansen) samen een nieuwe band: Heart of Pandora.

## Samenstelling
- Cat (Catherine Nyland) – Zang
- Lev  (Hans Olav Kjeljebakken) – Basgitaar en zang
- Rain6 (Lars Bæk) – Gitaar
- Damous (Pål Wasa Johansen) – Drum
- Mulciber (Ole Kristian Odden) – Keyboard
- Gabriah (Ørjan Jacobsen) – Gitaar